# Karlstetten
Karlstetten é um município da Áustria localizado no distrito de Sankt Pölten-Land, no estado de Baixa Áustria.